# Alcázar de Jerez de la Frontera
El Alcázar de Jerez de la Frontera (Andalucía, España) es un conjunto de edificaciones fortificadas de origen almohade (probablemente siglo XII, siendo el edificio almohade más antiguo de la península ibérica), al que posteriormente se añadieron edificaciones barrocas palaciegas, y que es uno de los principales monumentos de la ciudad; Se encuentra en el ángulo suroeste de la muralla que rodeaba a la ciudad, junto a la Alameda Vieja.
El alcázar ejercía en el Jerez musulmán como fortaleza-palacio, sede del poder que regía la ciudad. Actualmente se usa para celebrar eventos y está abierto a visitas turísticas todo el año.
Se considera uno de los escasos ejemplos de arquitectura almohade que existen en la península ibérica. Actualmente se encuentra recogido en el denominado Conjunto Monumental del Alcázar y Cámara Oscura, cuya superficie visitable se ha multiplicado por dos tras la última restauración.

## Historia

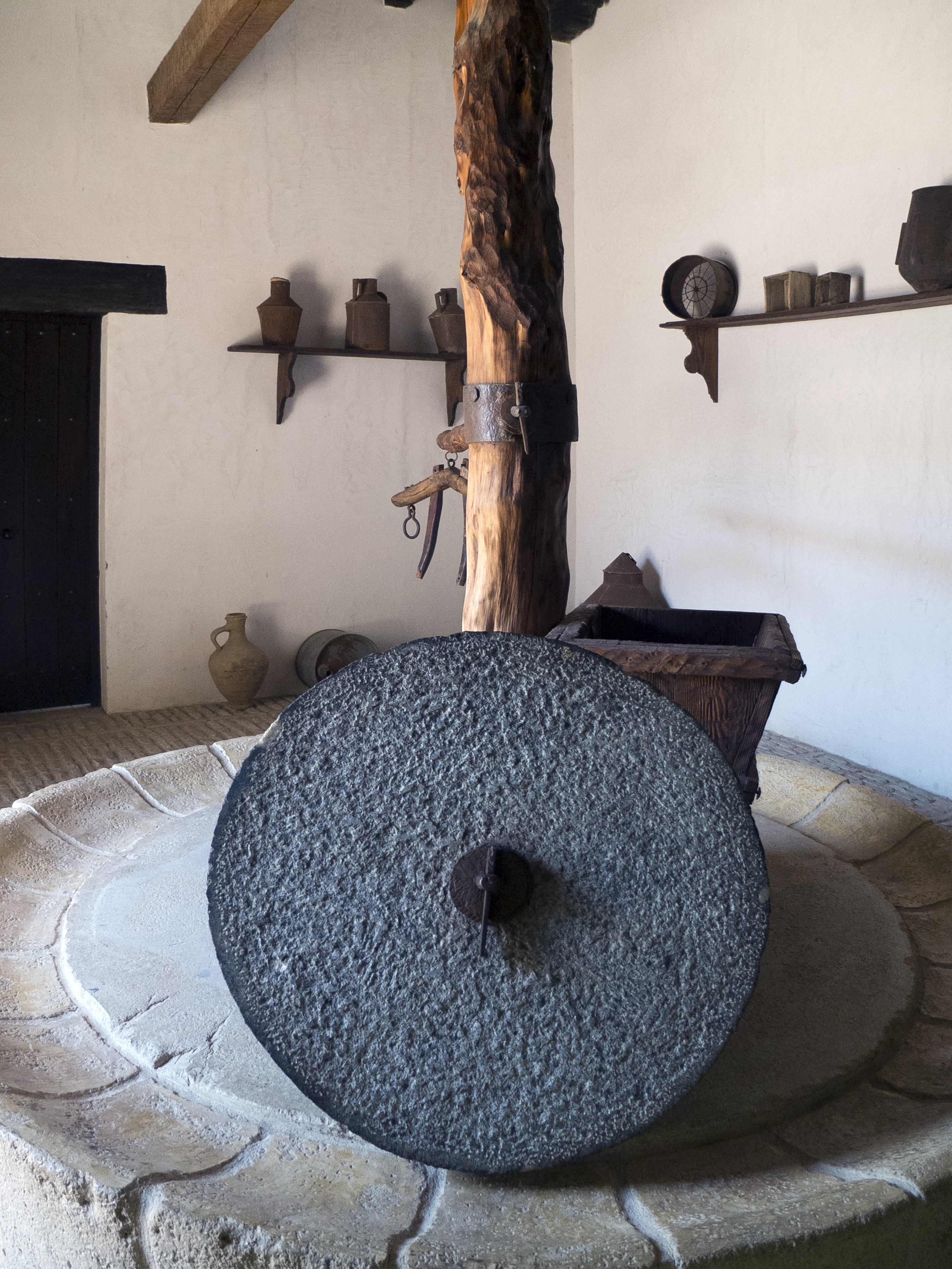
Molino de aceite del.

### Prehistoria
La colina sobre la que se levanta el alcázar (máxima elevación del casco histórico) ha estado habitada desde la Edad del Cobre, en el tercer milenio antes de Cristo. Recientemente, en 2009, unas excavaciones encontraron fondos de cabañas así como la huella de la presencia de antiguos silos que parece que correspondían a asentamientos de época prehistórica, concretamente del periodo Calcolítico de hace 5.000 años.
Posteriormente, las culturas tartesia, fenicia y romana no han dejado registros arquitectónicos en relación con el alcázar o las fortificaciones de la ciudad.

### Edad Media
A mediados del siglo XI, Jerez jura fidelidad a los banu Jizrun del reino de taifa de Arcos. Es precisamente a esta época a la que pertenecen los primeros restos arquitectónicos localizados en el alcázar, aunque estos se reducen a unos pocos cimientos, realizados con piedras trabadas con barro.
En el siglo XII, como respuesta contra la autoridad de los almorávides, Jerez se proclama taifa independiente bajo el gobierno de Abul Gamar ibn Garrun, rey de Ronda. A partir de 1146 juró fidelidad a los almohades, quienes se harán con el control de al-Ándalus en su lucha contra los cristianos del norte. La mayoría de los edificios islámicos que se conservan en el conjunto del alcázar pertenecen a esta etapa, que se prolonga hasta el año 1248, fecha en que Jerez se declara vasalla del Reino de Castilla, reinando en esta Fernando III El Santo.
Entre 1248 y 1255, el alcázar seguirá estando en manos de su gobernador musulmán, llamado Aben Obeit en las fuentes literarias cristianas, hasta que Jerez es asediado por los castellanos, y conquistado el alcázar.
Desde este momento, el alcázar pasa a estar controlado por una guarnición cristiana bajo el mando de Nuño González de Lara el Bueno, que dejó por teniente a Garci Gómez Carrillo. Sin embargo, en 1264 los musulmanes de Jerez se rebelan contra el dominio cristiano, entrando en el alcázar y pasando a toda la guarnición cristiana a cuchillo, coincidiendo con revueltas en Murcia y en otras localidades andaluzas. El mismo Libro del Alcázar menciona que los musulmanes entraron construyendo una mina o túnel desde el que pasaron al interior del recinto. Otra tradición dice que entraron a través de un muro desde el que saltaron a las propias murallas del alcázar. Sea como fuere, la fortaleza volvió a estar en manos islámicas. Las Cantigas de Santa María del Rey Sabio cuentan este hecho y el incendio de la capilla de Santa María, la antigua mezquita del alcázar.
El honrado héroe de Jerez, Don Fortun de Torres, Alférez Mayor de esta ciudad, quien sostuvo el pendón real en alto durante toda la batalla sin rendir el alcázar, sufriendo el horror de las mutilaciones hasta el momento de su muerte.
Alfonso X reacciona contra la revuelta, asediando la ciudad durante cinco meses, en 1264. Como resultado de este asedio, Jerez se rinde a las tropas castellanas, siendo expulsados todos los habitantes islámicos de la ciudad, que buscaron refugio en poblaciones cercanas o emigraron a África.
En esta definitiva etapa cristiana, el alcázar pasó a ser de propiedad real, estando en manos de tenientes que debían conservarlo para la corona. Sin embargo, durante la estancia en 1464 del rey Enrique IV en Jerez, éste tuvo que ser albergado en una vivienda particular al encontrarse la residencia del Alcázar en muy mal estado, señal del grado de deterioro en el que se hallaba.
No será hasta 1470 cuando encontramos datos documentales y arqueológicos de reformas en el conjunto. El Marqués de Cádiz durante su tenencia del alcázar, realiza grandes obras en el interior del recinto: repara los edificios y murallas, crea nuevo foso y erige una torre en el ángulo occidental, de tal manera que los Reyes Católicos durante su estancia en Jerez en 1478, pudieron albergarse en el alcázar.

### Edad Moderna
Durante los siglos XVI y XVII vuelve a un estado de ruinas cada vez más absoluto e irreversible. En un informe emitido en 1588 y en diversas referencias de los distintos tenientes del alcázar, podemos observar hasta que grado llegó el deterioro, que culminará en el siglo XVIII con la construcción, por parte de Lorenzo Fernández de Villavicencio y Benítez según la creencia más extendida, sobre las ruinas de la residencia islámica, del palacio barroco que existe en la actualidad.
Con la edificación de este palacio y la ocupación continuada por sus propietarios, el alcázar vuelve a recuperar parte de su antiguo esplendor. Sede de fiestas y eventos sociales y culturales, llegó a contar con un coliseo en el que se representaron obras de teatro y óperas, que provocaron en el siglo XVIII una fuerte polémica entre Fernández de Villavicencio y el predicador beato Diego José de Cádiz.

### Edad Contemporánea
Del original alcázar islámico, se conservan las puertas, la mezquita, los baños árabes, la torre octogonal y el pabellón del patio de Doña Blanca de Borbón. De etapas posteriores, destaca la Torre del Homenaje (siglo XV) y el palacio barroco de Villavicencio y el molino de aceite (siglo XVIII). Circundado en parte por la amplia Alameda Vieja, destaca con su presencia la imponente Torre Octogonal, con su doble encintado característico almohade, así como la Torre del Homenaje de los Ponce de León. Más tarde, una fachada renacentista sustituyó al antiguo muro de paso a los baños árabes. Fue entregado por Ibn Abit, último rey andalusí de Jerez, a Alfonso X El Sabio tras la reconquista de la ciudad.

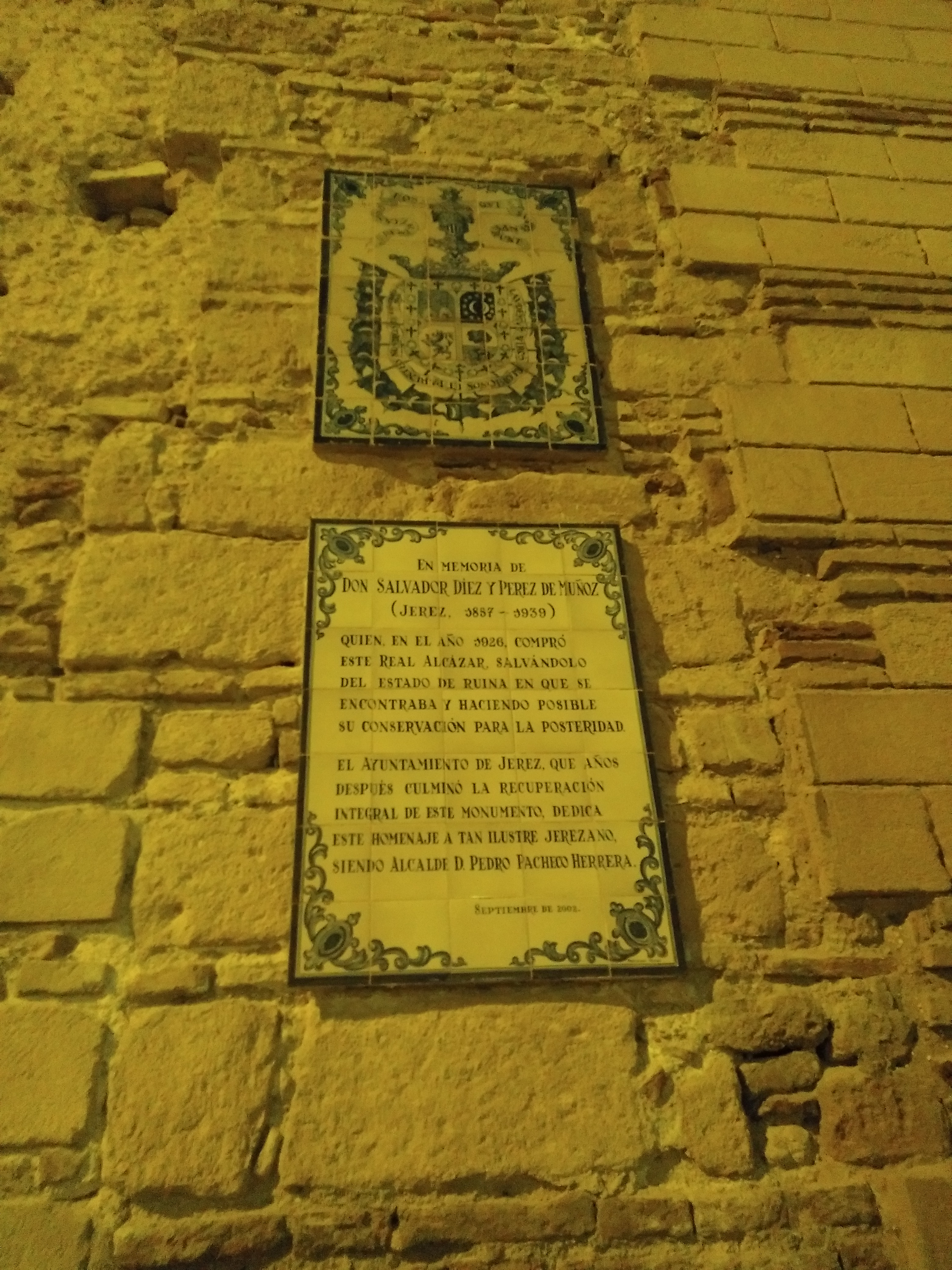
Placa en honor a Salvador Díez

Para que el Alcázar llegara hasta nuestros días fue clave la actuación de la familia Díez, que lo adquirió y evitó la ruina del edificio. Fue concretamente D. Salvador Díez Pérez de Muñoz (1858-1939), ilustre jerezano e industrial bodeguero, que en 1908 ya había comprado y restaurado los claustros de Santo Domingo, quien en 1926 compró el alcázar; lo hizo tras conocer los planes del Ayuntamiento de derribar el conjunto, argumentando su estado ruinoso, para construir en su solar un parque público. Al término de la II Guerra Mundial, varios de sus hijos y nietos residentes en el extranjero, retornaron a Jerez y se alojaron en el recinto, ya habitable. Actualmente está dedicado a D. Salvador Diez uno de los salones más nobles del Alcázar.
Durante la guerra civil española y la posguerra fue centro de represión y ejecución franquista.
Catalogado como Bien de Interés Cultural, el Alcázar de Jerez está declarado como Monumento, y así aparece publicado en La Gaceta de Madrid en el año 1931.
Lo cual no evitó que se usara como cuartel militar en época franquista y posteriormente se empezara a construir en su interior un hotel (cuya estructura fue demolida en 1981).

## Descripción

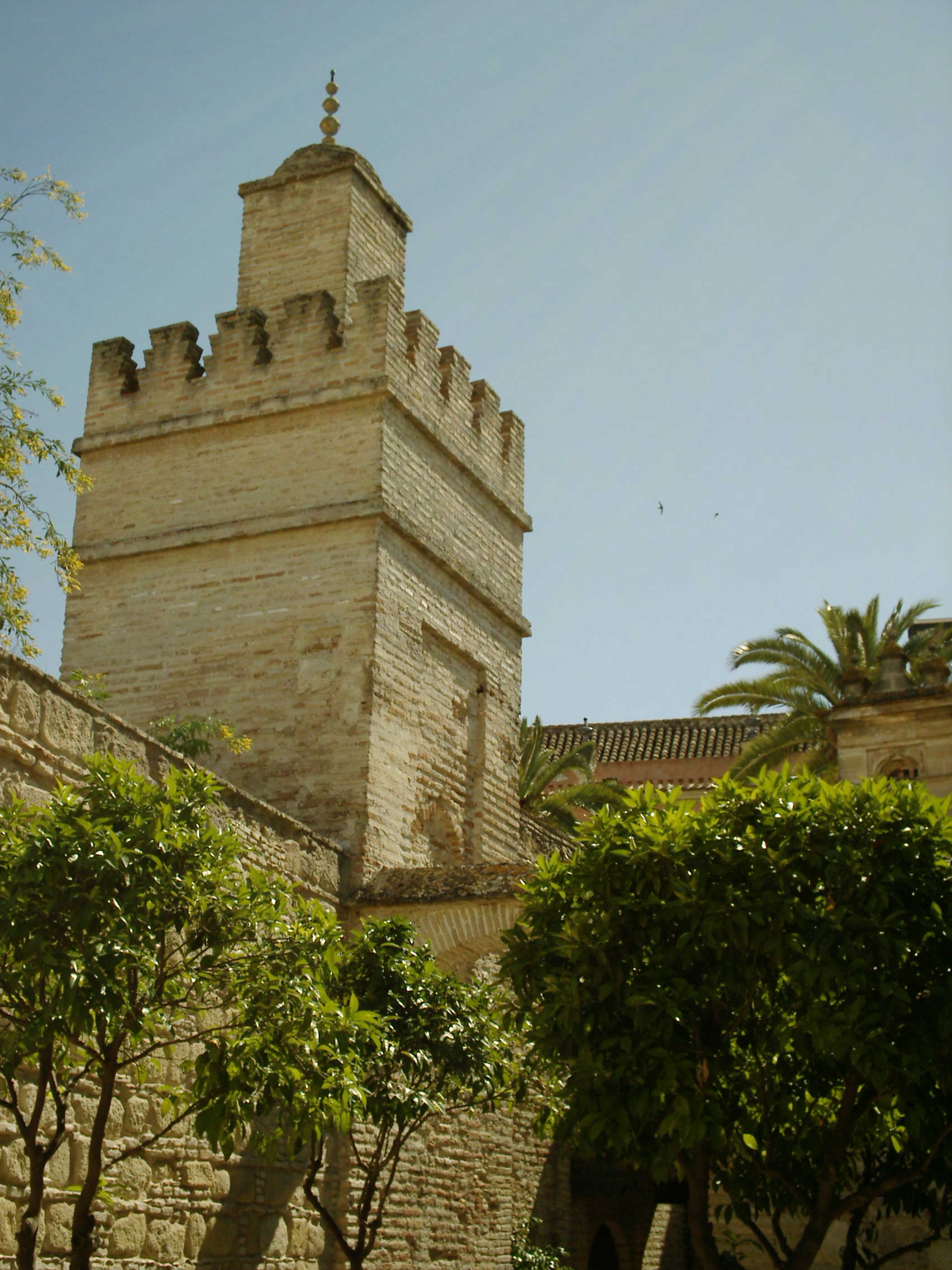
Minarete de la mezquita

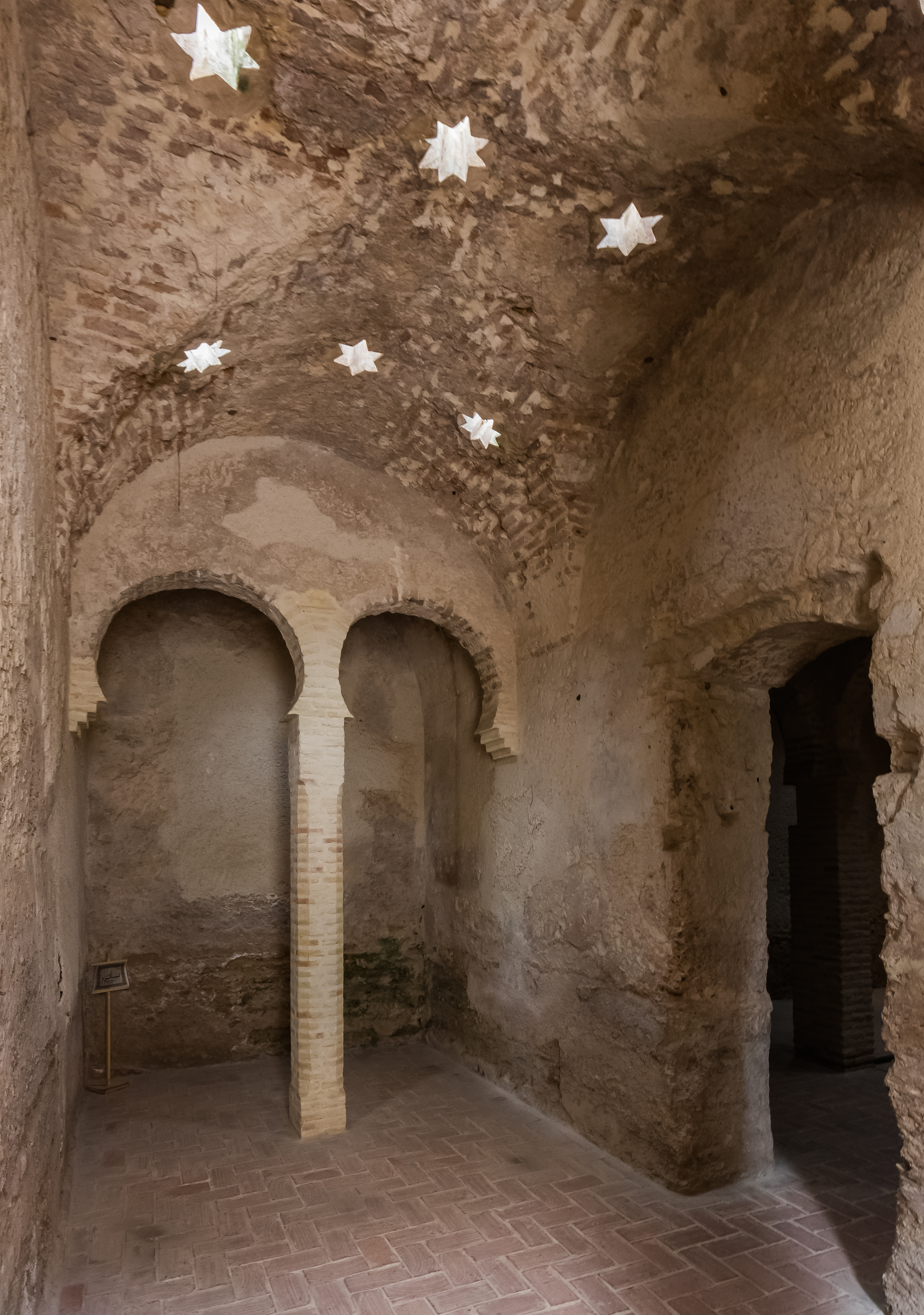
Baños Árabes

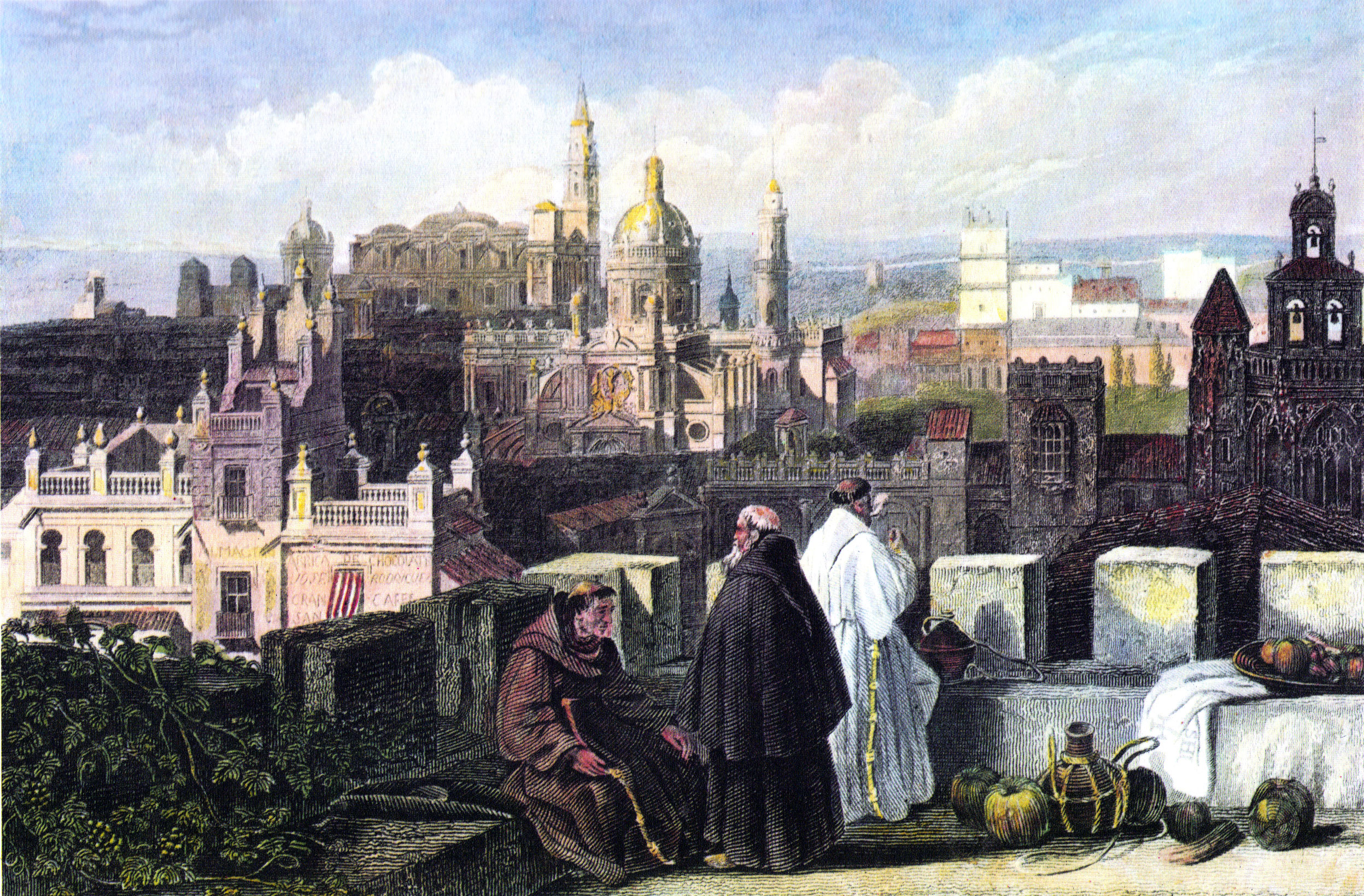
Grabado de 1835 con el palacio de Villavicencio al fondo

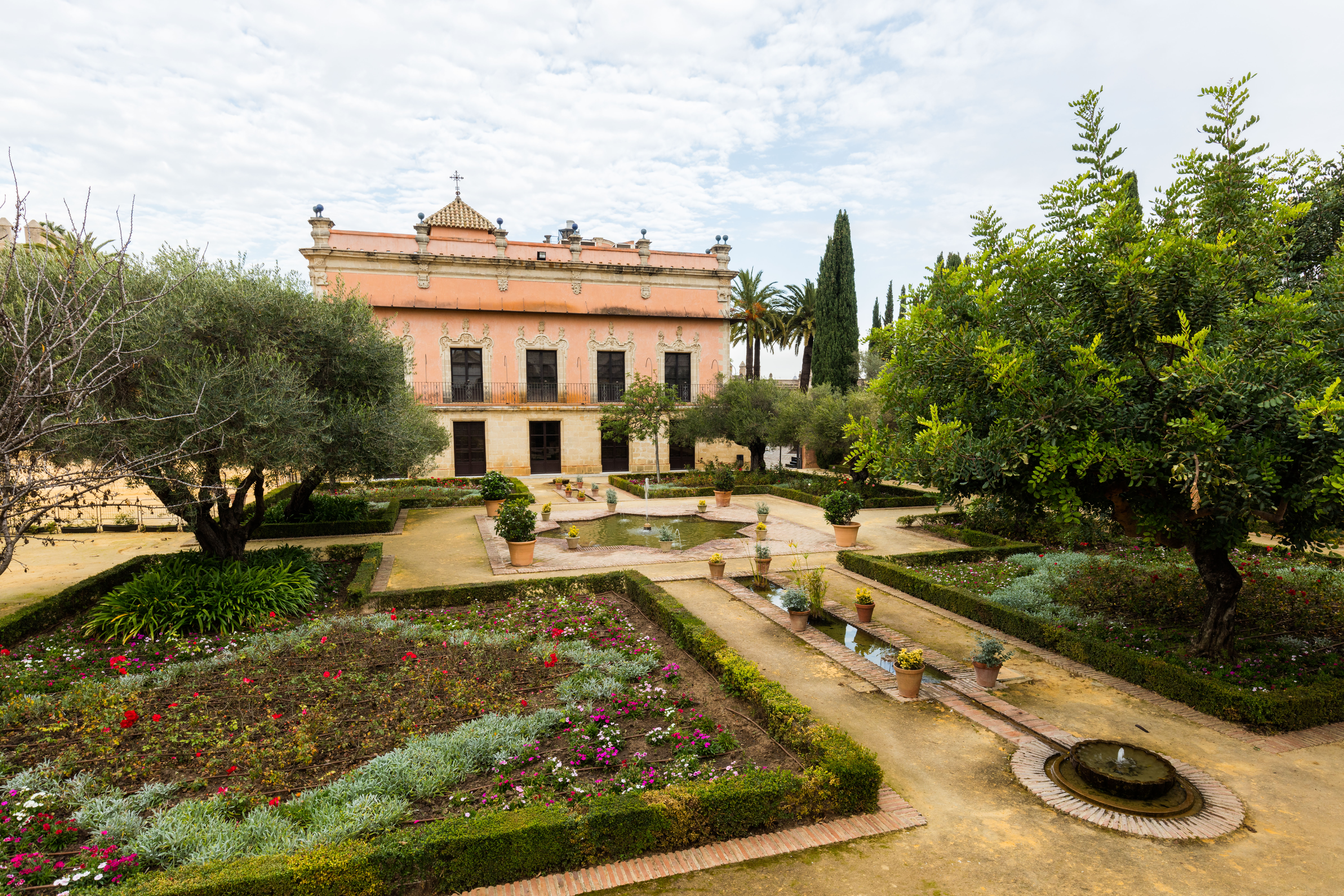
Jardines

### La Mezquita y los Baños Árabes
Levantada por los soberanos almohades, esta mezquita es la única que se conserva en la ciudad de las dieciocho que había durante la época islámica. Su interior, hoy convenientemente restaurado, conserva además de sus clásicos arcos de herradura, las partes sustanciales para el rito musulmán, tales como son el alminar, el patio de abluciones, la sala de oración y el mihrab, así como un altar que nos recuerda que aquí se creó la primera capilla cristiana de Santa María del Alcázar. Los Baños Árabes conservan en muy buen estado las tres salas clásicas de este tipo de instalaciones. Construidas con sobrio ladrillo macizo y tosco, en las cúpulas de sus techos se abren lucernas estrelladas que les brindan la intimidad con que fueron concebidas.
En época franquista se actuó en la mezquita para glorificar al rey Sabio, lo que provocó determinadas actuaciones de escaso rigor histórico.

### Pabellón Real
En la actualidad se están realizando excavaciones arqueológicas en el Pabellón Real.

### Palacio de Villavicencio
Este palacio señorial lo crea don Lorenzo Fernández de Villavicencio, uno de los primeros alcaides de la ciudad, y se levanta en uno de sus costados a partir del año 1664 sobre restos de anteriores construcciones árabes. Se trata de un notable palacio barroco que sirvió de residencia a éste y otros alcaides y representantes públicos de la ciudad.
En su interior se aloja lo que se salvó de la botica de la Farmacia Municipal originariamente en el Convento de la Merced de Jerez de la Frontera. Se encuentra en perfecto estado de conservación y completada con diverso mobiliario de la época (siglo XIX)

### Jardines
El Alcázar cuenta con diversas zonas ajardinadas que incluyen olivos, cipreses y flores variadas y estanques con peces. Actualmente se puede acceder a gran parte de la superficie, quedando una pequeña extensión anexa por terminar de arreglar.
Anexo al edificio del molino se encuentran los jardines del "antiguo teatro Eslava", que se usan para actividades culturales.

### El Patio de Armas
Es la zona más espaciosa del conjunto, el lugar donde en tiempos de la dominación almohade el gobernador formaba a sus tropas. En torno a este espacio se disponen los principales edificios del Alcázar, y en la actualidad acoge todo tipo de actividades de carácter social y cultural.

### Cámara oscura
En el interior de la torre principal del Palacio de Villavicencio, la más alta de la ciudad, se encuentra la Cámara oscura, un sencillo juego de lentes y espejos con el que se puede ver en tiempo real y a vista de pájaro todo cuanto acontece en el momento en las calles y plazas de la ciudad; así como los principales monumentos, campanarios de iglesias y espadañas y, tejados de los palacios y casonas, y las lejanas tierras de labor de la campiña jerezana.

## Explotación
El Alcázar es una de las principales atracciones turísticas de la ciudad, superando los 50.000 visitantes en 2012. La mayoría de los visitantes suelen ser extranjeros principalmente de Alemania, Reino Unido y Francia.
A su vez, acoge diferentes eventos tales como:
- Representaciones de teatro.
- Recepción de los Reyes Magos.
- Conciertos musicales (p. ej.: Noches de Bohemia, etc.).
- Óperas y zarzuelas.[23]

Sin embargo, algunos expertos consideran que el exceso de uso daña al monumento.

## Galería de fotos

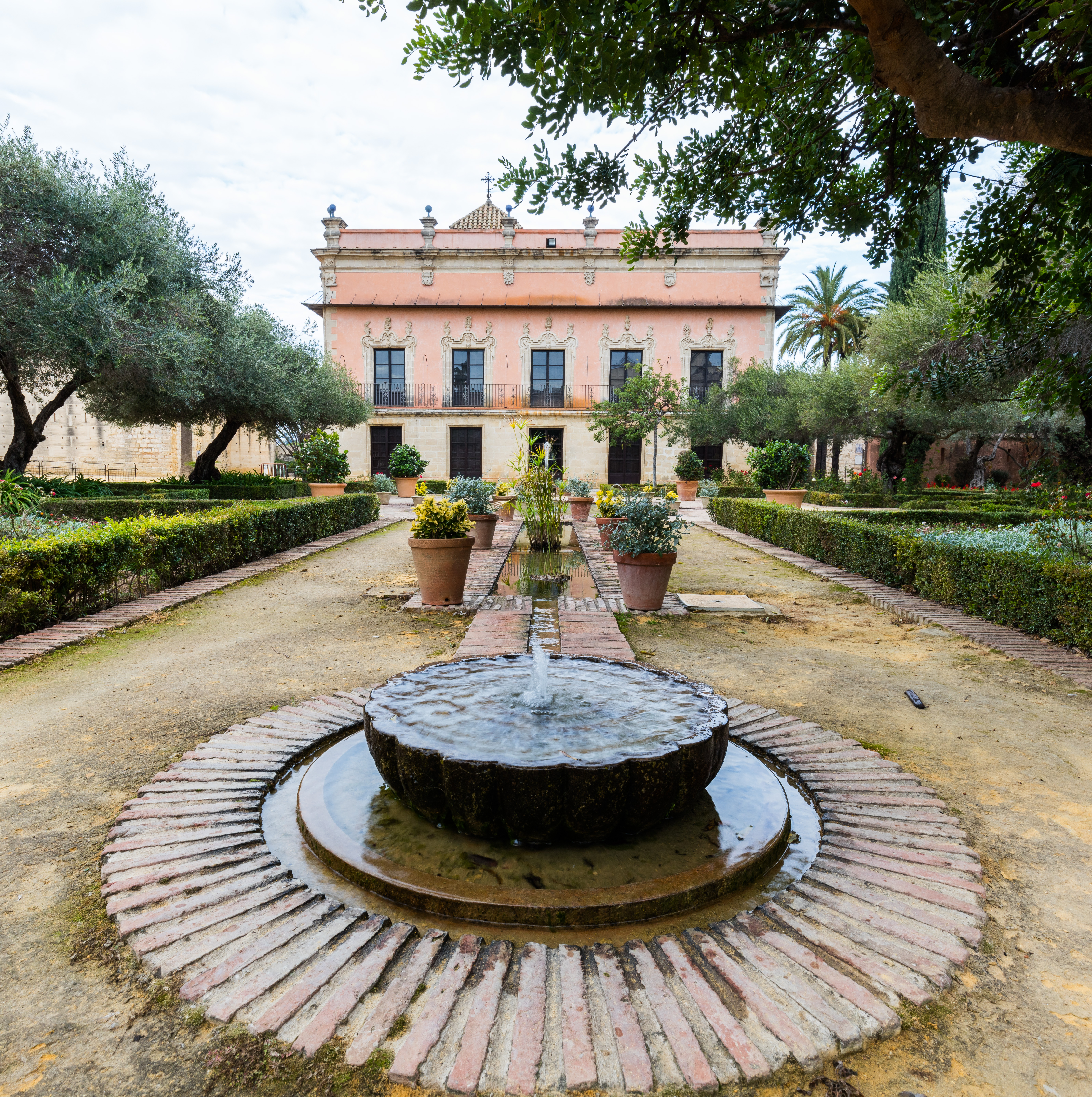
Jardines del Alcázar.
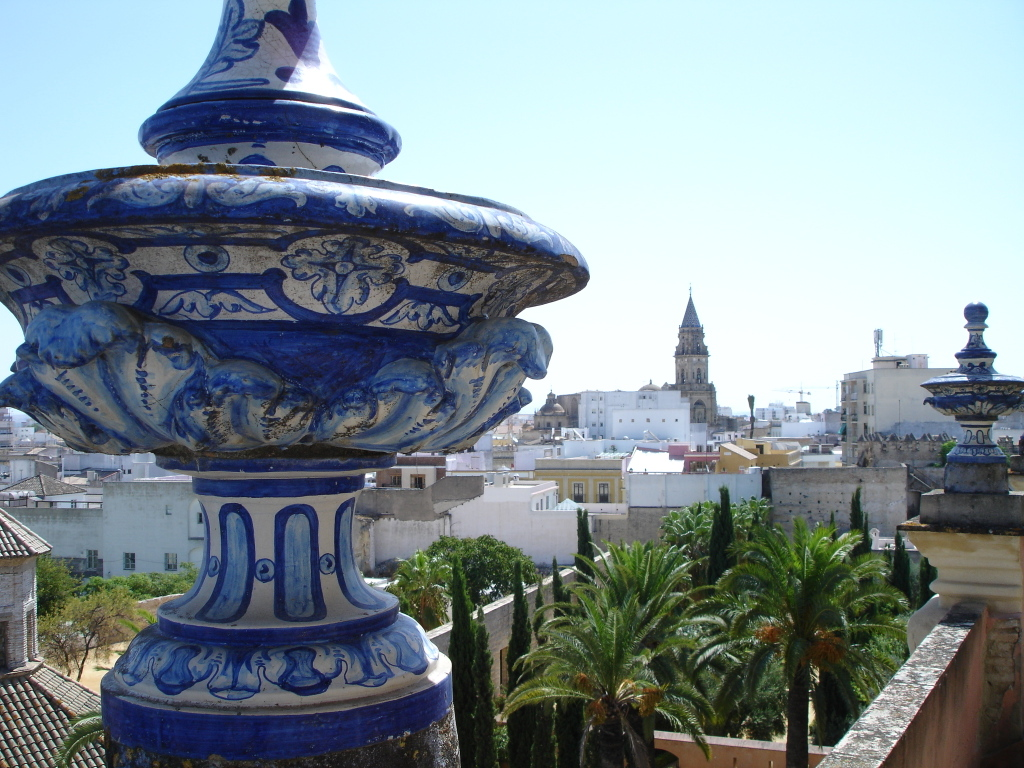
Detalle del Palacio de Villavicencio.
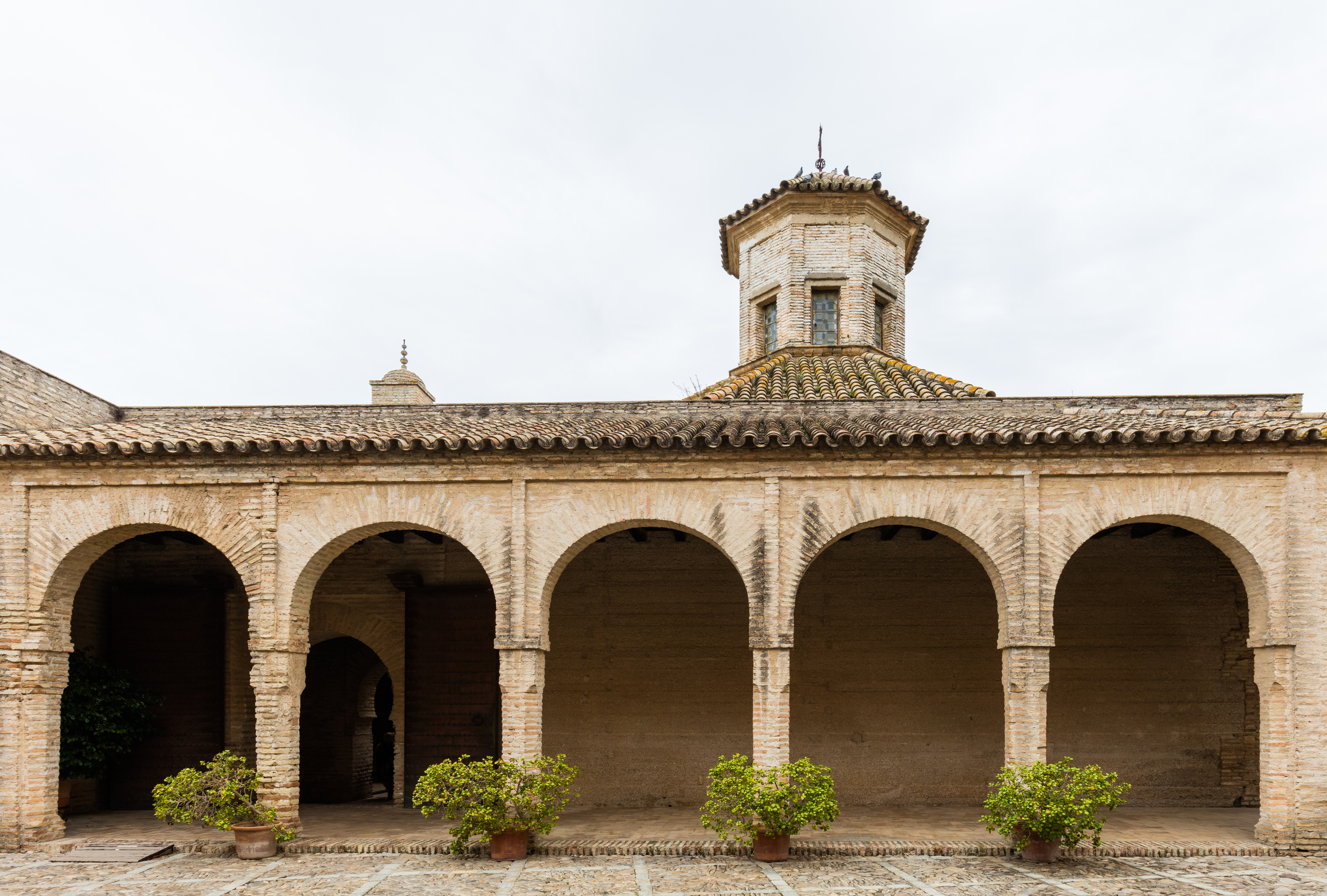
Exterior de la mezquita.
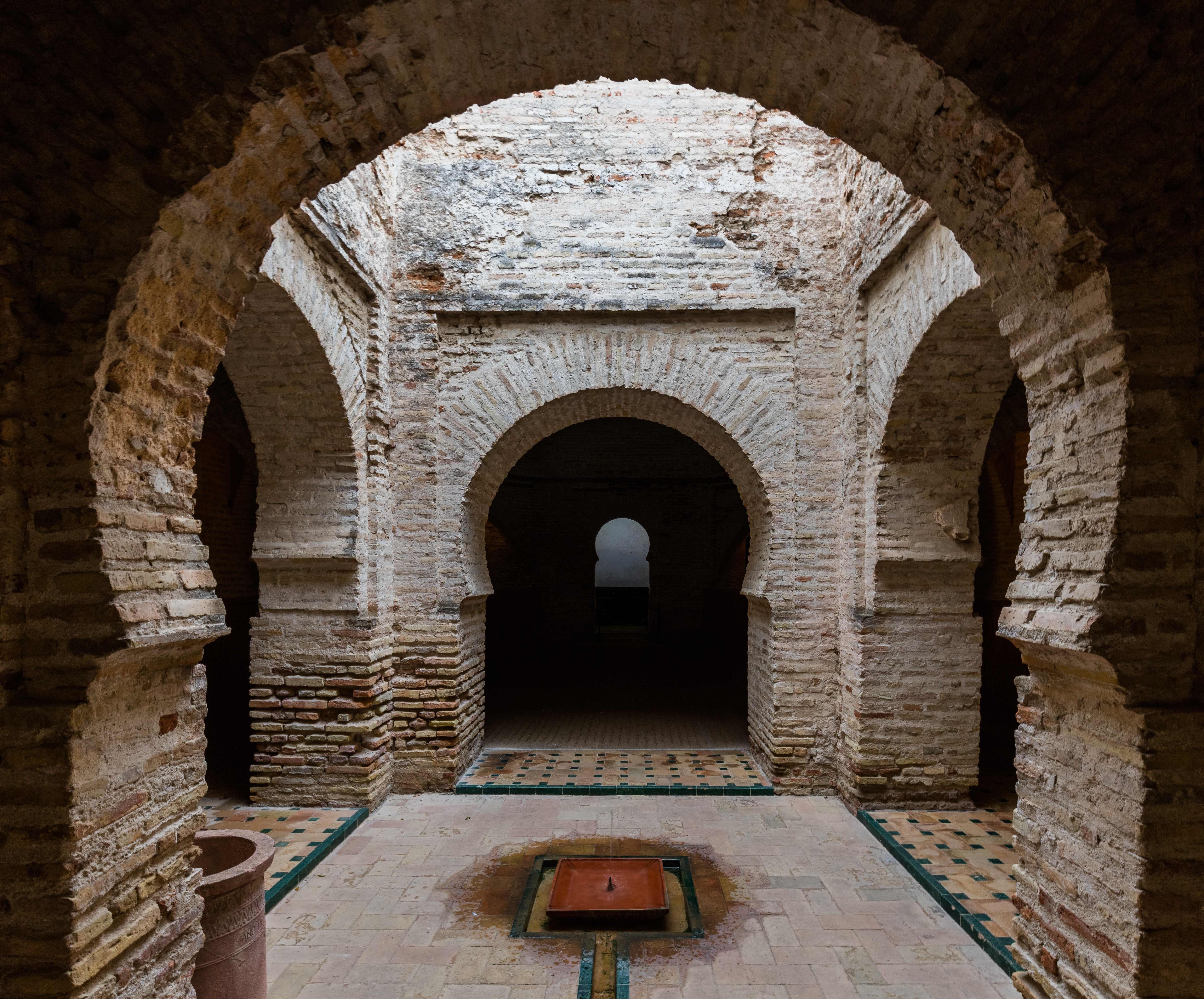
Interior de la mezquita.
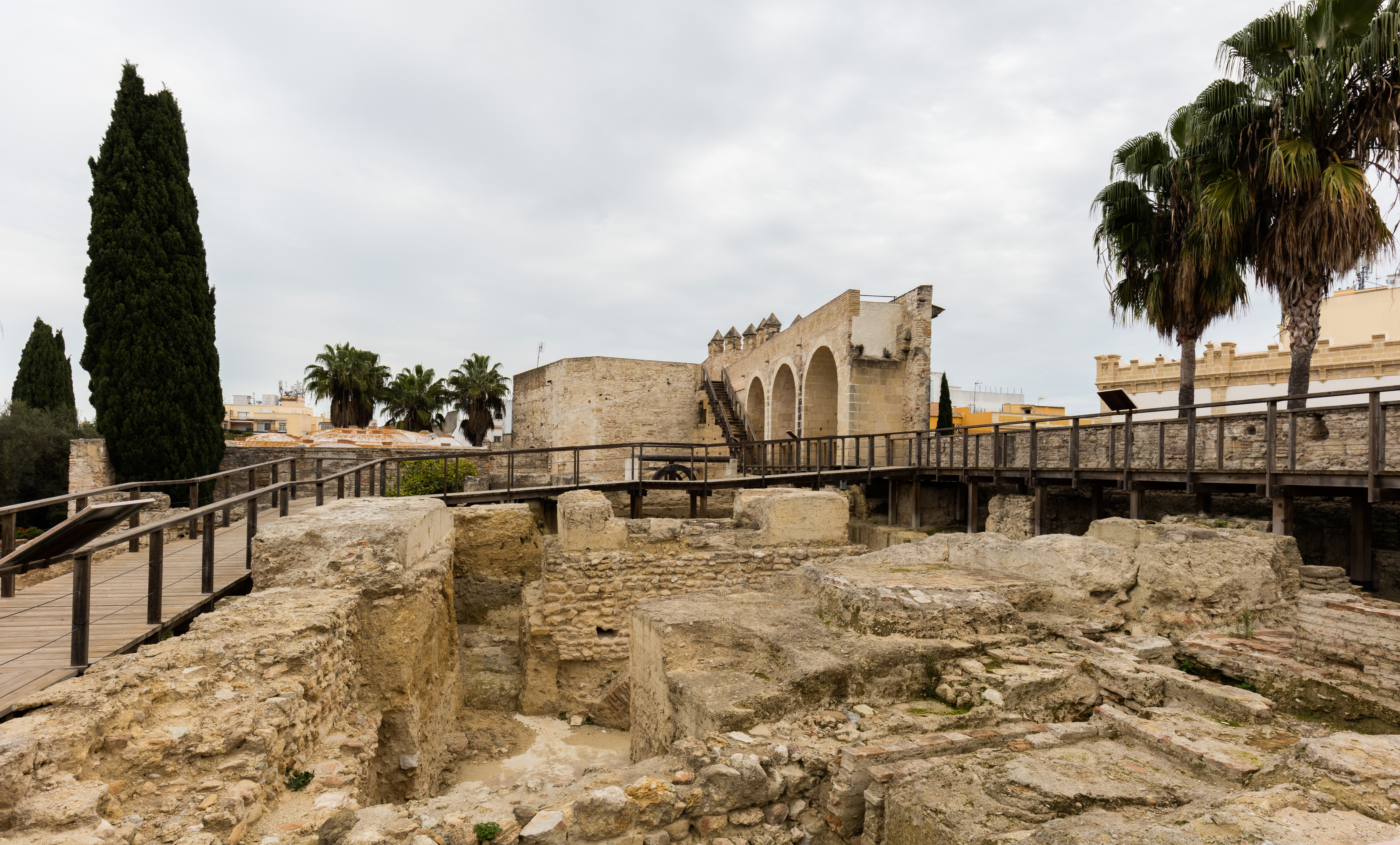
Resto arqueológicos dentro del alcázar.
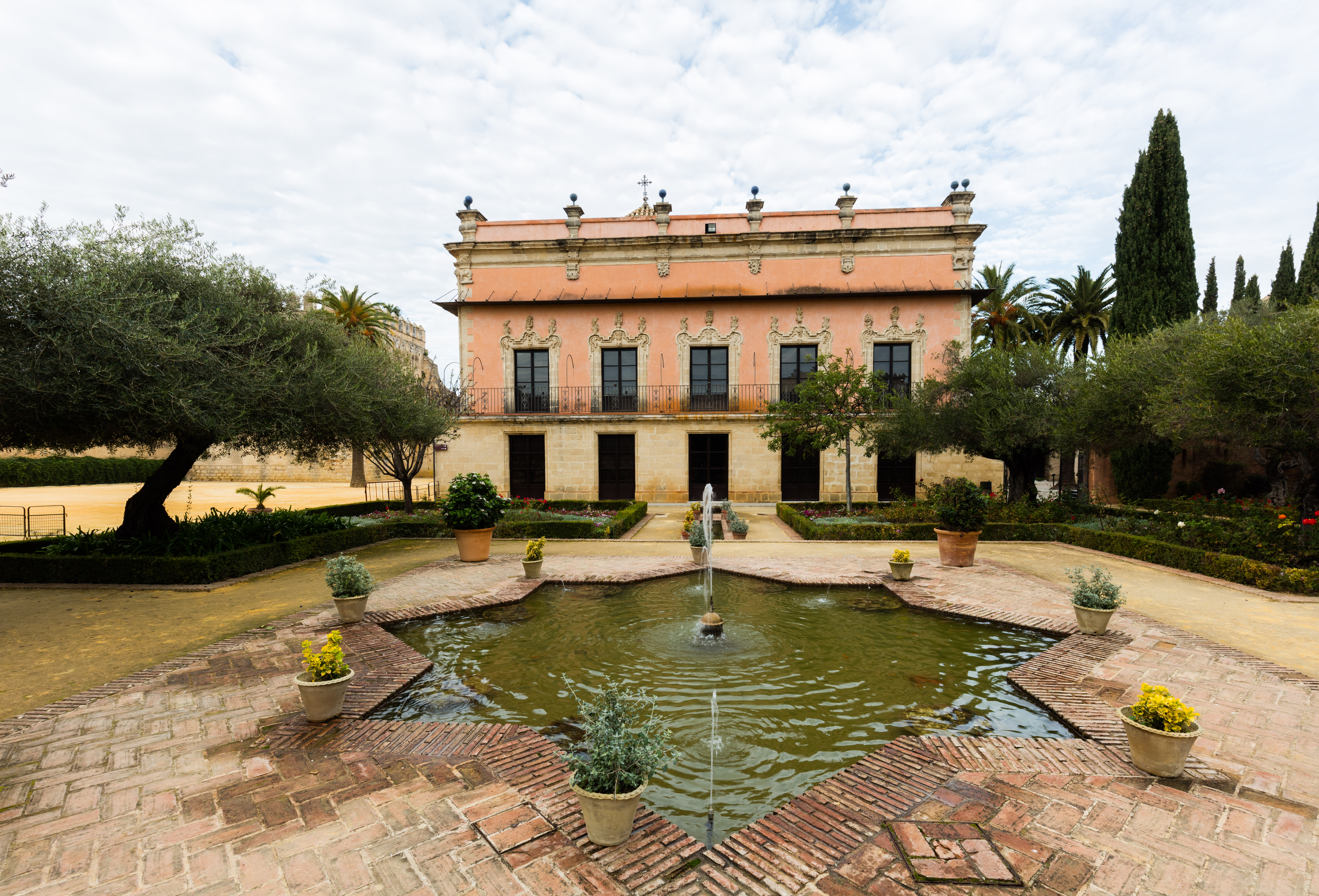
Fuente de los jardines.
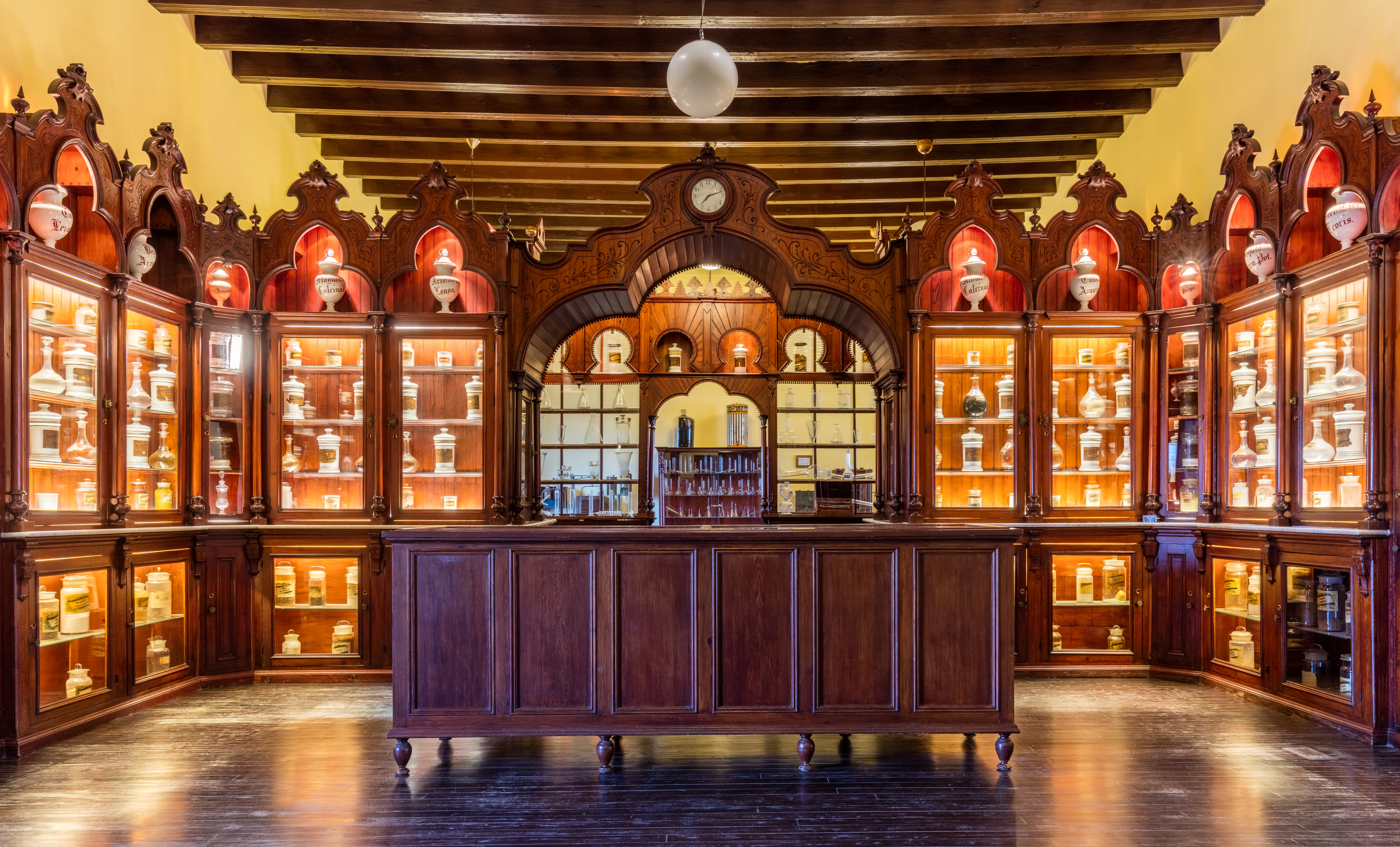
Antigua farmacia municipal situado en el Palacio de Villavicencio.
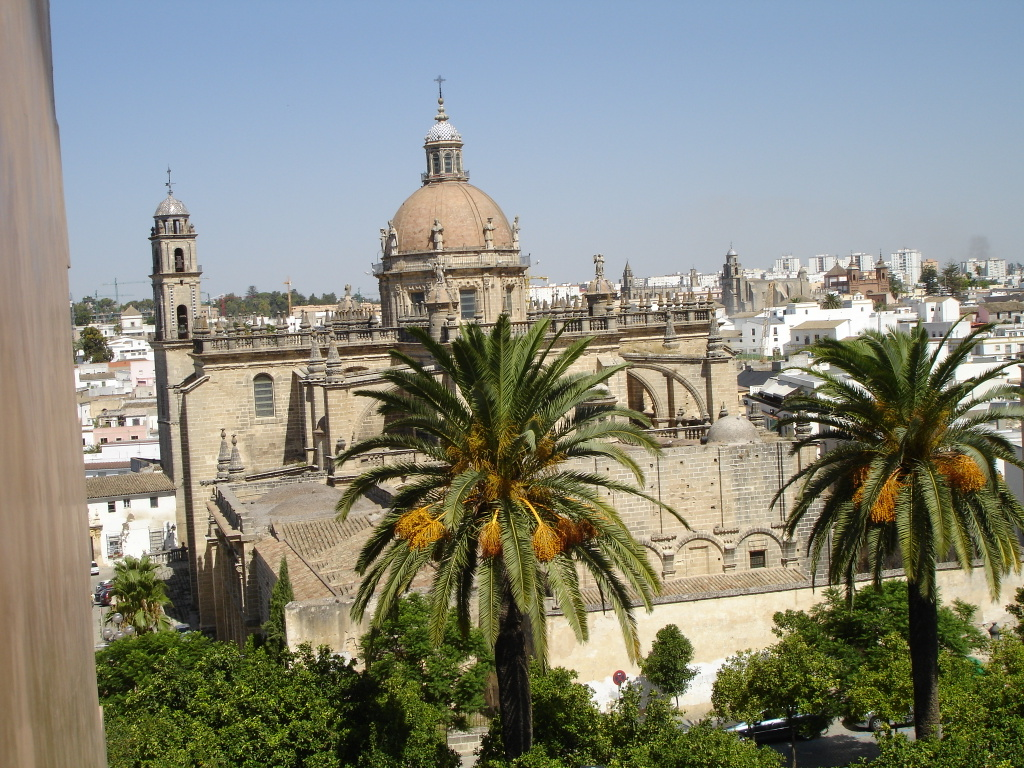
Vista de la catedral desde un balcón de la torre del palacio.